# طب الأسنان في ريف ألاسكا
طب الأسنان في ريف ألاسكا، هناك نقص ملحوظ في العناية بالأسنان في ريف ألاسكا. هذا على الأرجح بسبب حقيقة أن الكثيرين سكان ألاسكا الأصليين تعيش في القرى الريفية، ومعظمها لا يمكن الوصول إليها إلا عن طريق القوارب أو طائرة بوش. هناك العديد من البرامج لزيادة الوعي بأهمية رعاية الأسنان بين سكان ألاسكا الأصليين مع مساعدتهم في الحصول على الرعاية المهنية والتوجيه الذي يحتاجون إليه. هناك العديد من مشاكل الأسنان الشائعة بشكل غير متناسب بين سكان ألاسكا الأصليين في المناطق الريفية، مثل باثولوجيا الأسنان. للمساعدة في هذه المشكلات الصحية، هناك أطباء أسنان، بالإضافة إلى مساعدي معالجين الأسنان، يسافرون إلى هذه القرى لأداء الرعاية. يتم تمويل هذه البرامج في الغالب من قبل الحكومة الفيدرالية للولايات المتحدة والشركات ألاسكا الأصلية.

## صحة الفم
يعاني السكان الأصليون في ألاسكا من أعلى معدلات الإصابة بأمراض الفم في العالم. الأطفال في هذه الفئة من السكان الذين تتراوح أعمارهم بين 2 إلى 5 سنوات لديهم ما يقرب من خمسة أضعاف كمية تسوس الأسنان مثل الأطفال من نفس العمر في أماكن أخرى من الولايات المتحدة. الأطفال الذين تتراوح أعمارهم بين 6 و 14 عاما لديهم 4.5 أضعاف الكمية، والبالغين أعلى بمقدار 2.5 مرة. هناك أكثر من 200 قرية محلية في ألاسكا، وكثير منها بعيد جدا. عادة ما يتطلب السفر إلى هذه القرى قاربا أو طائرة أو عربة الجليد الآلية، مما يعني أن تكلفة النقل باهظة الثمن وتمنع العديد من القرويين من المغادرة للحصول على رعاية الأسنان.
تشمل العوامل الأخرى التي تؤثر على صحة أسنان السكان صعوبة الحصول على طعام طازج في المناطق النائية، ونقص المياه الجارية التي تحتوي على فلوريد لتحسين صحة الأسنان، وقلة فرص الحصول على التعليم بشأن أهمية صحة الأسنان.

## تمويل طب الأسنان الريفي
نظرا لأن السفر إلى المناطق الريفية في برية ألاسكا قد يكون مكلفا، خاصة مع كل المعدات التي يتطلبها طبيب الأسنان، فهناك الكثير من التمويل الذي يذهب إلى هذا البرنامج. أول هذه الأموال جاءت من قانون سنايدر عام 1921. كان هذا أول قانون صادر عن الكونجرس لتخصيص الأموال لرعاية صحة السكان للهنود. كان الفعل التالي الذي سيأتي هو قانون تحسين الرعاية الصحية الهندي عام 1976، وقع في 1 أكتوبر من قبل الرئيس جيرالد ر. فورد. سيعترف هذا القانون بالحاجة إلى رعاية صحية أفضل بين السكان الهنود، كما سجلت صحتهم العامة أقل بكثير من عامة السكان في الولايات المتحدة كما خصص قانون التحسين أموالا للمرافق المستخدمة في الرعاية الصحية للهنود وألاسكا الأصليين لأن معظم هذه المرافق كانت أقل بكثير من الجودة التي حصلت عليها مرافق الرعاية الصحية الأخرى غير الهندية.
قانون تقرير المصير والمساعدة التعليمية الهندي لعام 1975 سمح لقبائل ألاسكا الأصلية والشركات المحلية الإقليمية بالتعاقد مع بعض الوكالات الفيدرالية لتمويل البرامج الصحية والسماح لهذه الكيانات بتقديم الخدمات الصحية والطبية والتعليمية للهنود الأمريكيين وسكان ألاسكا الأصليين. تم الجمع بين هذه الجهود في عام 1997 عندما طلبت حكومة الولايات المتحدة من عدد قليل من مجموعات سكان ألاسكا الأصليين تشكيل اتحاد صحي قبلي. تم تحقيق ذلك من خلال إنشاء اتحاد الصحة القبلية لألاسكا الأصليين الذي سيدير توزيع أموال الخدمات الصحية الهندية، مما يسمح للمجتمع الأصلي في ألاسكا بالحكم الذاتي لأموالهم الخاصة.

## تمويل برنامج المساعدة
تتم رعاية برنامج المعالجين المساعدين لصحة الأسنان من قبل منافذ متعددة، من بينها: مؤسسة دبليو كي كيلوج، منظمات الصحة الإقليمية في ألاسكا الأصلية-رعاة الطلاب الذين يحضرون البرنامج، وحكومة الولايات المتحدة من خلال مختلف أعمال الكونغرس. قانون واحد محدد للكونغرس، قانون تحسين الرعاية الصحية الهندي لعام 2007، تضمن أموالا خصيصا لمواصلة برنامج مساعدي طب الأسنان. يعتبر برنامج مساعدي صحة الأسنان أمرا حيويا من قبل المندوبين الذين يحاولون الحفاظ على رعاية الأسنان في قرى ألاسكا. بمجرد أن يكمل مساعدو صحة الأسنان برنامجهم، يسمح لهم، بموجب اتفاقية فيدرالية، بفواتير ميديكيد مباشرة مقابل الخدمات المقدمة.
علماء من آر تي آي الدولية وجامعة نورث كارولينا أجروا دراسة في يونيو 2011 لتقييم مبادرة دات ألاسكا نيابة عن اتحاد الصحة القبلية الأصلية في ألاسكا. ووجدت الدراسة أن " معالجي الأسنان في ألاسكا يقدمون الآن رعاية آمنة ومختصة ومناسبة في نطاق ممارستهم." ووفقا للدراسة، قدم برنامج دات إمكانية أوسع للحصول على الرعاية وساهم في الاقتصاد المحلي، في حين أن نظام رعاية الأسنان المتجول قد فشل لمدة خمسين عاما.

## أطباء الأسنان
على عكس طبيب أسنان التقليدي، طبيب أسنان ليس من خلال التعريفات الفنية طبيب أسنان حقيقي ويمكن أن يعمل بشكل مستقل عن إشراف طبيب أسنان مرخص. يتلقى معالج أسنان معتمد في ألاسكا عامين من التدريب المكثف في برنامج مناسب بشكل فريد لتحديات طب الأسنان في ألاسكا. بعد تلقي هذا التدريب، قد يقوم الخريج بعمل الأسنان الأساسي وهذا يشمل الحشو، وإدارة الحشوات، والاستخراج. ومع ذلك، يجب إحالة الإجراءات الأكثر تعقيدا، مثل قنوات الجذر وعمليات الاستخراج الأكثر تعقيدا، إلى طبيب أسنان مدرب بالكامل.
حتى الآن،  كان برنامج معالج الأسنان ناجحا جدا في توفير رعاية آمنة ومختصة لسكان ألاسكا الريفيين. دراسة نشرت عام 2011 من قبل آر تي آي الدولية وجدت أن معالجي الأسنان أكفاء تقنيا للقيام بعملهم بفعالية وأمان، وأن مهمتهم في علاج تسوس الأسنان بنجاح والمساعدة في تخفيف الألم للأشخاص الذين لديهم وصول محدود للغاية إلى الرعاية الصحية كانت ناجحة، وأن رضا المرضى كان مرتفعا للغاية، وأنهم مؤسسة مقبولة جيدا في القرى القبلية.
توفر هذه البرامج التي تقدم فترة قصيرة من التدريب والانتشار السريع في الميدان لبوش ألاسكا الريفية مع المهنيين الصحيين الذين هم في أمس الحاجة إليهم ولكنها لا تخلو من الجدل. تعارض جمعية ألاسكا لطب الأسنان البرنامج، مدعية أن معالجي الأسنان، بتدريبهم الأقل من الكبير، يقدمون رعاية دون المستوى، ولديهم القدرة على التسبب في ضرر أكثر مما ينفع بإجراءات لا رجعة فيها. أدا لا تزال مستمرة لمعارضة المعالجين الأسنان ممارسة دون إشراف طبيب أسنان مرخص في أي مكان في أقل 49 تنص على، وحاليا، المعالجين يمكن أن تعمل فقط في ألاسكا.

## العمل في القرى
العمل اليومي لمعالج الأسنان في القرية الريفية-صغير، ويكاد يكون من المؤكد أنه يفتقر إلى وسائل الراحة المريحة، وعادة ما يكون معزولا تماما عن بقية العالم، ولا يمكن الوصول إليه إلا عن طريق الطائرات الصغيرة وعربات الثلوج في الشتاء. نادرا ما يتجاوز حجم هذه القرى 750 شخصا، وعدد سكانها لا يتجاوز العشرات.
لممارسة طب الأسنان هنا، يجب أن يحلق معالج الأسنان في كل من له أو لها ومعظم المعدات اللازمة. لا يوجد في جميع القرى عيادات مخصصة حيث يمكن للمعالجين العمل. بدلا من ذلك، بمجرد الوصول إلى هناك، يجب على المعالج استخدام الغرف الخلفية وغرف المعيشة والمتاجر وحتى المرائب لإعداد العملية، وفي كثير من الأحيان، تصبح هذه المنطقة أيضا أماكن معيشة المعالج طوال مدة إقامته في القرية. يكون المعالج محظوظا إذا كانت مساحة المعيشة المؤقتة هذه مجهزة بمياه جارية أو نظام صرف صحي عامل – غالبا ما تكون هناك حاجة إلى حلول أكثر بدائية. غالبا ما تشبه إقامتهم رحلة تخييم، ومن المتوقع أن يحضر المعالج حقيبة النوم وأدوات النظافة الخاصة به.
بمجرد الوصول إلى هناك، يجب أن يتم العمل بسرعة للتأكد من أن كل من يحتاج إلى رعاية يتلقاها قبل استنفاد إمدادات معالج الأسنان. هذا غالبا ما يجعل لجدول عمل مكثف، ويتم تشغيل المرضى وإرسالها في طريقهم في أسرع وقت ممكن.
يختلف مكتب طبيب الأسنان النموذجي في قرية ريفية قليلا عما يتوقعه المرء من مكتب الأسنان التقليدي. في مكتب طبيب الأسنان في الحي المعتاد، يتوقع المرء منطقة نظيفة مخصصة فقط لممارسة طب الأسنان، ومع ذلك، عندما يسافر أطباء الأسنان إلى القرى الريفية، يتم منحهم عادة غرفة إضافية في مكان ما لممارسة تجارتهم. تم العثور على العديد من هذه الغرف الإضافية في مدرسة محلية أو مؤسسات مجتمعية أخرى. سيحصل طبيب الأسنان المتنقل على بعض الأماكن العشوائية التي يمكنه فيها رعاية أكبر عدد ممكن من القرويين في غضون أسبوع أو أسبوعين. في بعض القرى الكبيرة، توجد مكاتب تم إنشاؤها وكرسها للرعاية الصحية للأفراد الذين يعيشون في هذه القرى المحددة وحولها. في مثل هذه المؤسسات، هناك غرف تستخدم لإدارة رعاية الأسنان اللازمة. هذا المبنى هو أحد هذه المباني التي تم تشييدها لتنفيذ الرعاية الصحية بشكل أفضل في ريف ألاسكا.